# Acantilados de Los Gigantes (localidad)
Acantilados de Los Gigantes, o simplemente Los Gigantes, es una de las entidades de población que conforman el municipio de Santiago del Teide, en la isla de Tenerife —Canarias, España—.

## Geografía
Está ubicado a unos quince kilómetros del casco urbano de Santiago del Teide, alcanzando una altitud media de 70 m s. n. m.
Se ubica en la zona en la que las lavas recientes, al penetrar en el mar, han protegido los derrubios de ladera entre el saliente y los acantilados marinos más importantes del archipiélago.
La situación panorámica, así como la climatología, han favorecido el desarrollo de una importante urbanización turística, disponiendo de puerto deportivo, así como de una amplia zona residencial y hotelera.

## Demografía
| Año        | 2000  | 2005  | 2010  | 2015  | 2020  |
| ---------- | ----- | ----- | ----- | ----- | ----- |
| Habitantes | 2 134 | 2 581 | 2 757 | 1 919 | 1 487 |

## Fiestas
En Los Gigantes destacan las fiestas del carnaval que se celebra una vez finalizado el de la capital de la isla.

## Comunicaciones
Se puede acceder a la localidad a través de las carreteras TF-454 desde Santiago del Teide y TF-47 desde Guía de Isora, así como por la carretera general de Puerto de Santiago.

### Transporte público
En autobús ―guagua― queda conectada mediante las siguientes líneas de TITSA:
| Línea | Trayecto                                                     | Recorrido     |
| ----- | ------------------------------------------------------------ | ------------- |
| 325   | Puerto de la Cruz - Icod - Los Gigantes                      | Horario/Línea |
| 461   | Arguayo - Acantilado de Los Gigantes                         | Horario/Línea |
| 462   | Guía de Isora - Valle Santiago - Los Gigantes                | Horario/Línea |
| 473   | Los Cristianos - Costa Adeje - Callao Salvaje - Los Gigantes | Horario/Línea |
| 477   | Costa Adeje - Los Gigantes (directo)                         | Horario/Línea |
| 493   | Guía de Isora - Los Gigantes (por TF-463)                    | Horario/Línea |
| 494   | Guía de Isora - Los Gigantes (por Piedra Hincada)            | Horario/Línea |

## Galería

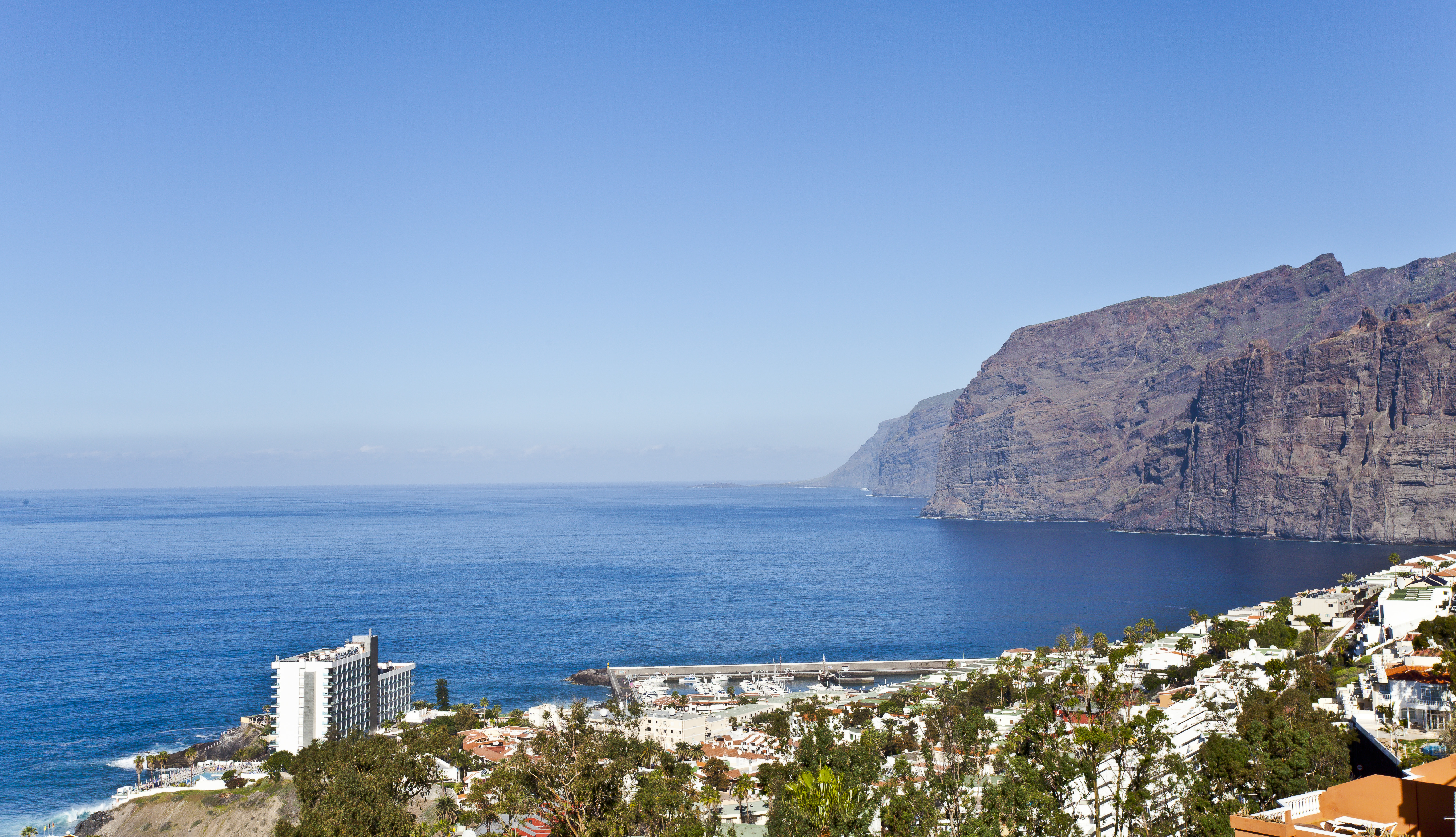
Vista de la localidad.
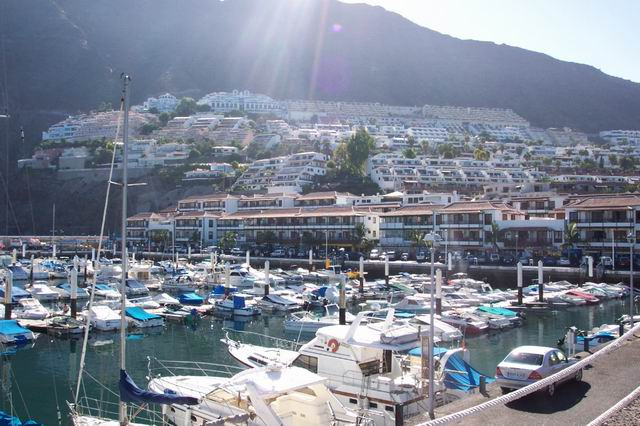
Vista de la localidad desde su puerto deportivo.
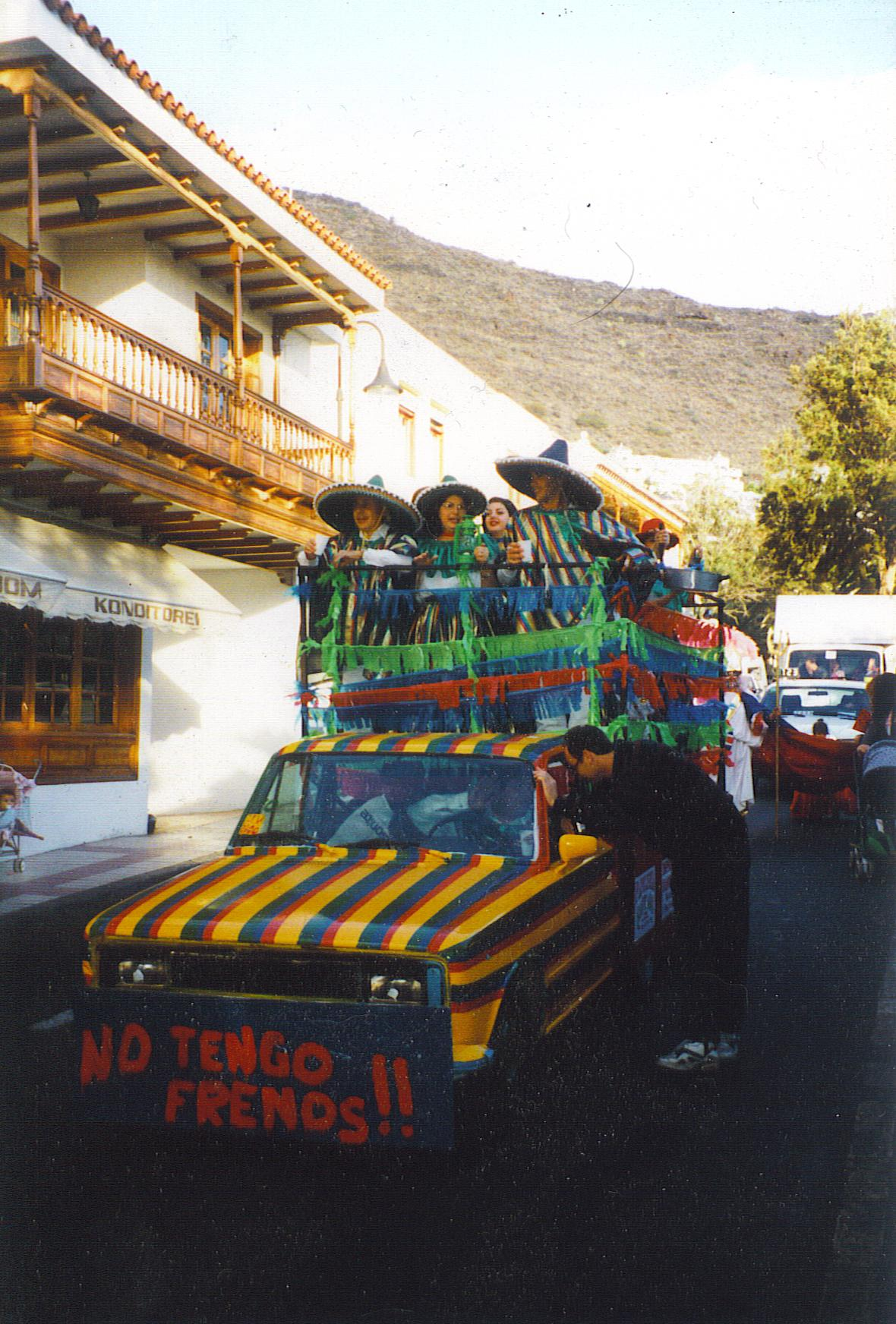
Carroza en el Carnaval de Los Gigantes en 1995.

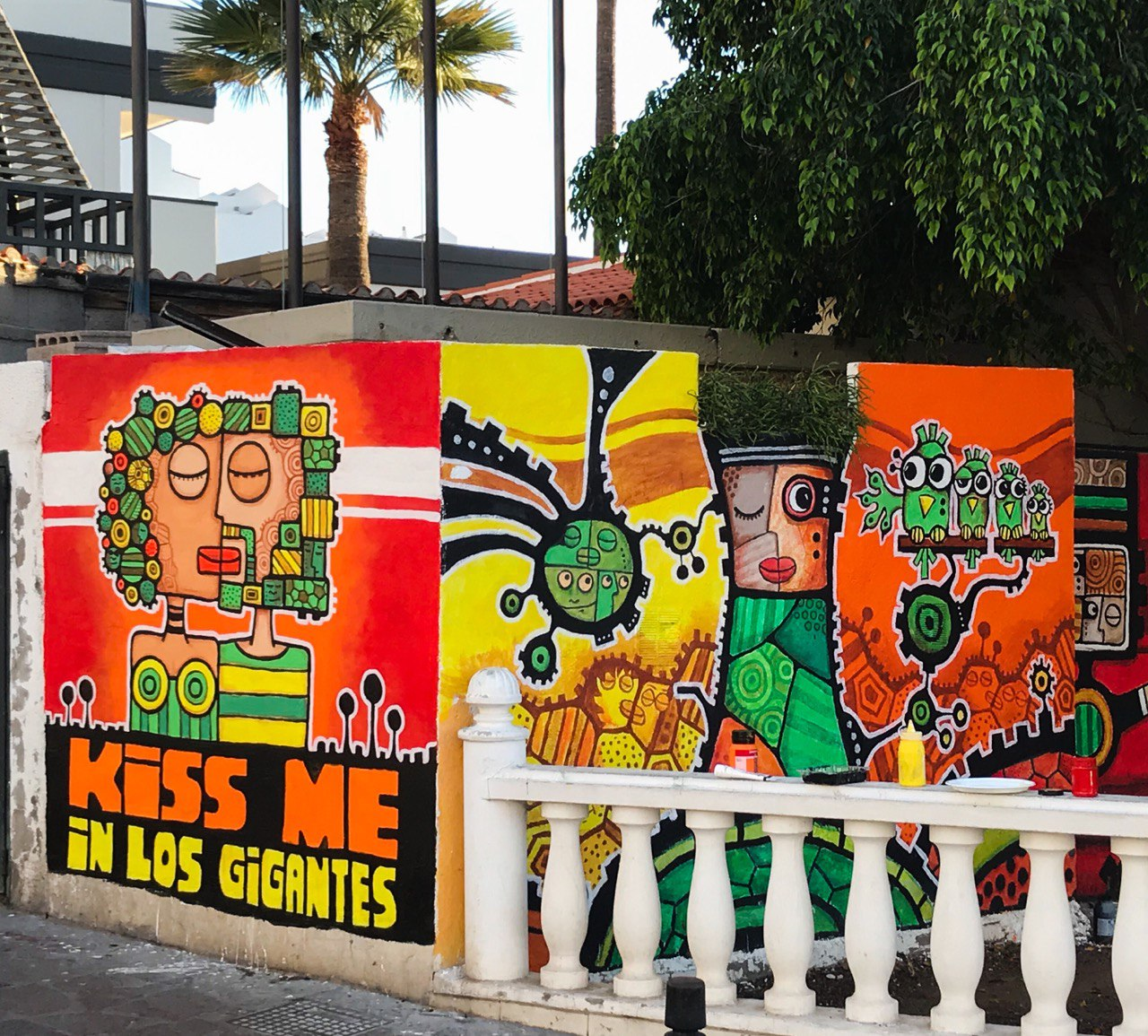
Street Art en Los Gigantes